# Robert Henry English
Robert Henry English (ur. 16 stycznia 1888 w Warrenton, zm. 21 stycznia 1943) – amerykański wojskowy, kontradmirał United States Navy, w pierwszej fazie wojny na Pacyfiku dowódca sił podwodnych Floty Pacyfiku. Zginął w katastrofie lotniczej w okolicach Ukiah.

## Życiorys
Ukończył Akademię Marynarki Wojennej w 1911. Już we wczesnych latach służby został oficerem okrętów podwodnych. Podczas I wojny światowej początkowo dowodził USS O-4. Za liczne bohaterskie akcje i działania okrętu został odznaczony Krzyżem Marynarki Wojennej. Po raz drugi został nim odznaczony w 1917, kiedy już jako dowódca USS O-5 wyróżnił się osobistą odwagą, ratując życie G. A. Treverowi, oficerowi uwięzionemu w przedziale akumulatorowym po eksplozji baterii.
Podczas ataku na Pearl Harbor dowodził lekkim krążownikiem USS „Helena”, jednym z pierwszych okrętów w bazie, które były gotowe do akcji przeciwko japońskim samolotom. 14 maja 1942 został mianowany dowódcą okrętów podwodnych Floty Pacyfiku (Commander, Submarines, U.S. Pacific Fleet – COMSUBPAC), w stopniu kontradmirała (Rear Admiral).
21 stycznia 1943 zginął w katastrofie lotniczej na północ od kalifornijskiej miejscowości Ukiah. Pośmiertnie został odznaczony Medalem Marynarki Wojennej za Wybitną Służbę. Pochowano go na Cmentarzu Narodowym w Arlington.

## Pamięć
Jego imieniem nazwano niszczyciel USS „English”, typu „Allen M. Sumner”.